# Robson da Silva
Robson Caetano da Silva (ur. 4 września 1964 w Rio de Janeiro) – brazylijski lekkoatleta, sprinter, czterokrotny uczestnik igrzysk olimpijskich (1984, 1988, 1992, 1996), w tym ich medalista z 1988 i 1996 roku.

## Sukcesy
- brązowy medal igrzysk panamerykańskich w sztafecie 4 × 100 metrów (Caracas 1983)
- 3 zwycięstwa z rzędu podczas Pucharu świata w biegu na 200 metrów (Canberra 1985, Barcelona 1989 oraz Hawana 1992)
- brązowy medal Halowych Mistrzostw Świata w Lekkoatletyce (Bieg na 200 m Indianapolis 1987)
- brąz Igrzysk olimpijskich (Bieg na 200 m Seul 1988)
- złoty medal podczas Uniwersjady (Bieg na 200 m Duisburg 1989)
- 2 złota Igrzysk Panamerykańskich (Bieg na 100 m & Bieg na 200 m, Hawana 1991), da Silva ma również w swoim dorobku srebro i brąz z innych lat
- 4. miejsce na Igrzyskach olimpijskich (Sztafeta 4 × 100  Barcelona 1992)
- 3. miejsce w Finale Grand Prix IAAF (Bieg na 200 m Monako 1995)
- brązowy medal Igrzysk olimpijskich (Sztafeta 4 × 100  Atlanta 1996)
- kilkanaście złotych medali Mistrzostw Ameryki Południowej
- wiele rekordów Ameryki Południowej na różnych dystansach

## Rekordy życiowe
- Bieg na 100 m - 10,00 (1988) były rekord Ameryki Południowej
- Bieg na 200 m - 19,96 (1989) pierwszy wynik na listach światowych w 1989
- Bieg na 300 m - 32,05 (1991)
- Bieg na 400 m - 45,06 (1991)
- Bieg na 200 m (hala) - 20,65 (1989) rekord Ameryki Południowej
- Bieg na 300 m (hala) - 32,19 (1989)